# Peter Sklár
Peter Sklár (ur. 25 stycznia 1968 w Modrej) – słowacki aktor. Ukończył studia na Wydziale Teatralnym Akademii Sztuk Scenicznych w Pradze. Znany z ról w serialach takich jak S.O.S, Górka Dolna.

## Filmografia
- 1985 – Domov (serial TV)
- 1997 – Niekedy by som ťa zabila
- 2000 – Čajová šálka lásky
- 2002 – English is easy, Csaba is dead (divadelný záznam)
- 2004 – O dve slabiky pozadu
- 2004 – 2008 – S.O.S.
- 2007 – 2012 – Mafstory (Albert Krasňanský)
- 2008 – Profesionáli (Albert Krasňanský)
- 2009 – Kutyil s.r.o. (Albert Krasňanský)
- 2010 – 2015 – Panelák (Filip Malý)
- od 2015 – teraz – Górka Dolna (Karol Frlajz)